# H. Rider Haggard
Sir Henry Rider Haggard KBE (Bradenham, 22 de junho de 1856 – Marylebone em 14 de maio de 1925) foi um escritor britânico, filho de William Meybohm Rider Haggard e Ella Doveton, que escreveu obras como As Minas do Rei Salomão, entre outras, geralmente protagonizadas por exploradores ingleses que viajavam para a África.

## Carreira
Estudou na Ipswich Grammar School. Aos dezenove anos, foi para a África do Sul como secretário do governador da província de Natal. Quando o Transvaal foi anexado à Grã-Bretanha em 1877, seguiu para lá como comissário especial. Voltou à Inglaterra em 1879, e em 1880 casou-se com Mariana Margitson.
A partir de 1882 começou a escrever romances e, em 1885 lançou com sucesso King As Minas do Rei Salomão, assegurando sua independência financeira. Foi agraciado em 1919 com o título de Sir, por seus feitos brilhantes.
Como funcionário da coroa inglesa na África do Sul, Rider Haggard pôde conhecer vários países e uma enorme quantidade de costumes, crendices e lendas que influenciaram fundamentalmente seu gênio literário.
Além de administrador colonial, foi também agricultor.

## Obras
(Esta lista está incompleta)
- As Minas do Rei Salomão - no original King Solomon's Mines (1885) (eBook)
- Ela, a Feiticeira - no original She (1887)
- Allan Quatermain - mesmo título no original (1887)
- O Retorno de Ela - no original Ayesha: The Return of She (1905)
- O Povo das Brumas
- O anel da Rainha de Sabá
- Cruzada no Reino do Paraíso no original "The Bethren" com adaptação de 2005 por Ridley Scott ver Kingdom of heaven, 2005
- O Eclipse
- Cleópatra